# 俞世潔
俞世潔（1494年—1553年），字與之，號石坡，福建省福州府侯官縣人，民籍。明朝政治人物、同进士出身。

## 生平
七月初十日生，行二，治《易經》，由縣學增廣生中式嘉靖四年（1525年）乙酉科福建鄉試第四十名舉人，年三十九歲中式嘉靖十一年（1532年）壬辰科會試第二百七十九名，第三甲第五十五名進士。觀禮部政，授吉水县知县，降教授，官至国子监博士。

## 家族
曾祖俞繼善；祖俞荊，驛丞；父俞體中，義官；母徐氏。慈侍下，妻趙氏，兄士淵，弟士濂；士瀚；士灝。